# 분산 관계
물리학에서, 파동의 분산 관계(分散關係, dispersion relation)는 파동의 파수와 각진동수 사이의 관계식이다. 양자역학에서는 파동-입자 이중성에 따라 입자에 대해서도 분산 관계를 정의한다. 이 경우 분산 관계는 입자의 에너지와 운동량 사이의 관계식이다.

## 같이 보기
- 타원계측법